# Christian Ernst von Kanne
Christian Ernst (ab 1672/1676 Freiherr von) Kanne (* 1617 in Klöden; † 1. August 1677 in Dresden) aus dem Adelsgeschlecht derer von Kanne war kursächsischer Kammerherr, Oberhofmarschall und Amtshauptmann der Ämter Schweinitz, Schlieben, Seyda, Annaburg und Gräfenhainichen, Obersteuereinnehmer und Rittergutsbesitzer.

## Leben
Er war der Sohn des späteren kursächsischen Kammerjunkers und Besitzers der beiden Rittergüter Klöden und Löwendorf, Bernhard Ludolph Kanne und der Elisabeth geb. von Wulffen. Bereits frühzeitig trat er in den Dienst des Kurfürsten Johann Georg I. von Sachsen und wurde u. a. 1671 Amtshauptmann über das Amt Gräfenhainichen, später auch über Schweinitz, Schlieben, Seyda und Annaburg.
Christian Ernst Kanne erwarb von seinen Brüdern Raban und Moritz Kanne 1670 das väterliche Gut Klöden und überließ das Rittergut Gentha seinem jüngeren Bruder Raban Kanne († 1674). Klöden verkaufte er 1676 weiter an Margaretha Sibylla Löser geb. von Einsiedel. 
Kanne war als der Klügliche Mitglied der Fruchtbringenden Gesellschaft und wurde unter der Nr. 821 geführt. Er starb als Ober-Hofmarschall und Ober-Kämmerer. Im Jahre 1676 verlieh ihm der Kaiser den Freiherrentitel.